# Żebrowiec górski
Żebrowiec górski (Pleurospermum austriacum (L.) Hoffm.) – gatunek rośliny z rodziny selerowatych. Występuje w Europie, w tym także w Polsce.

## Rozmieszczenie geograficzne
Rośnie od Francji na zachodzie do Ukrainy na wschodzie, od Włoch i Bułgarii na południu po Szwecję i kraje bałtyckie na północy.
W Polsce występuje w górach (w Karpatach i Sudetach), na rozproszonych stanowiskach w pasie wyżyn oraz na północy – po zachodniej i wschodniej stronie doliny dolnej Wisły.

## Morfologia

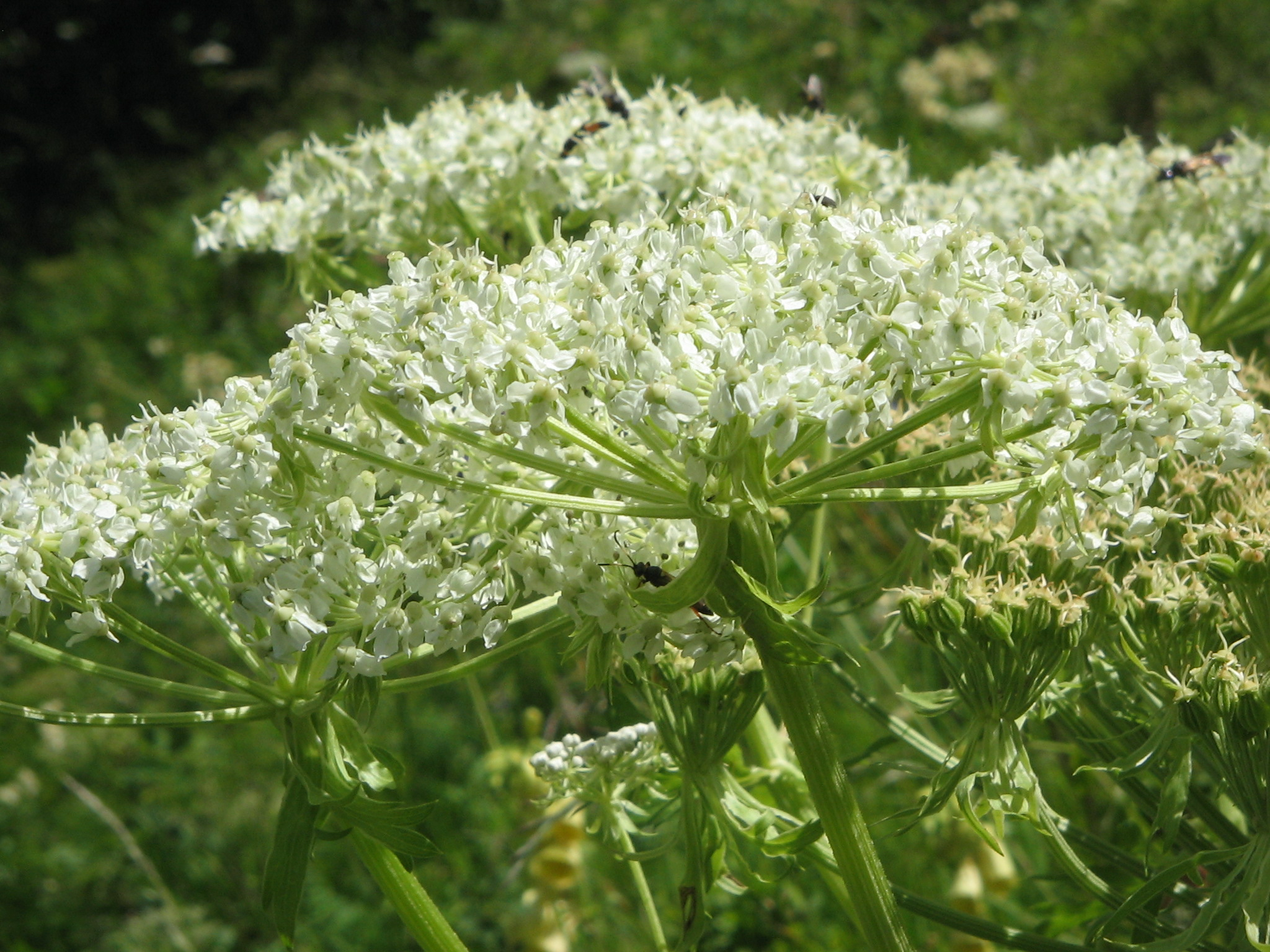
Kwiatostany

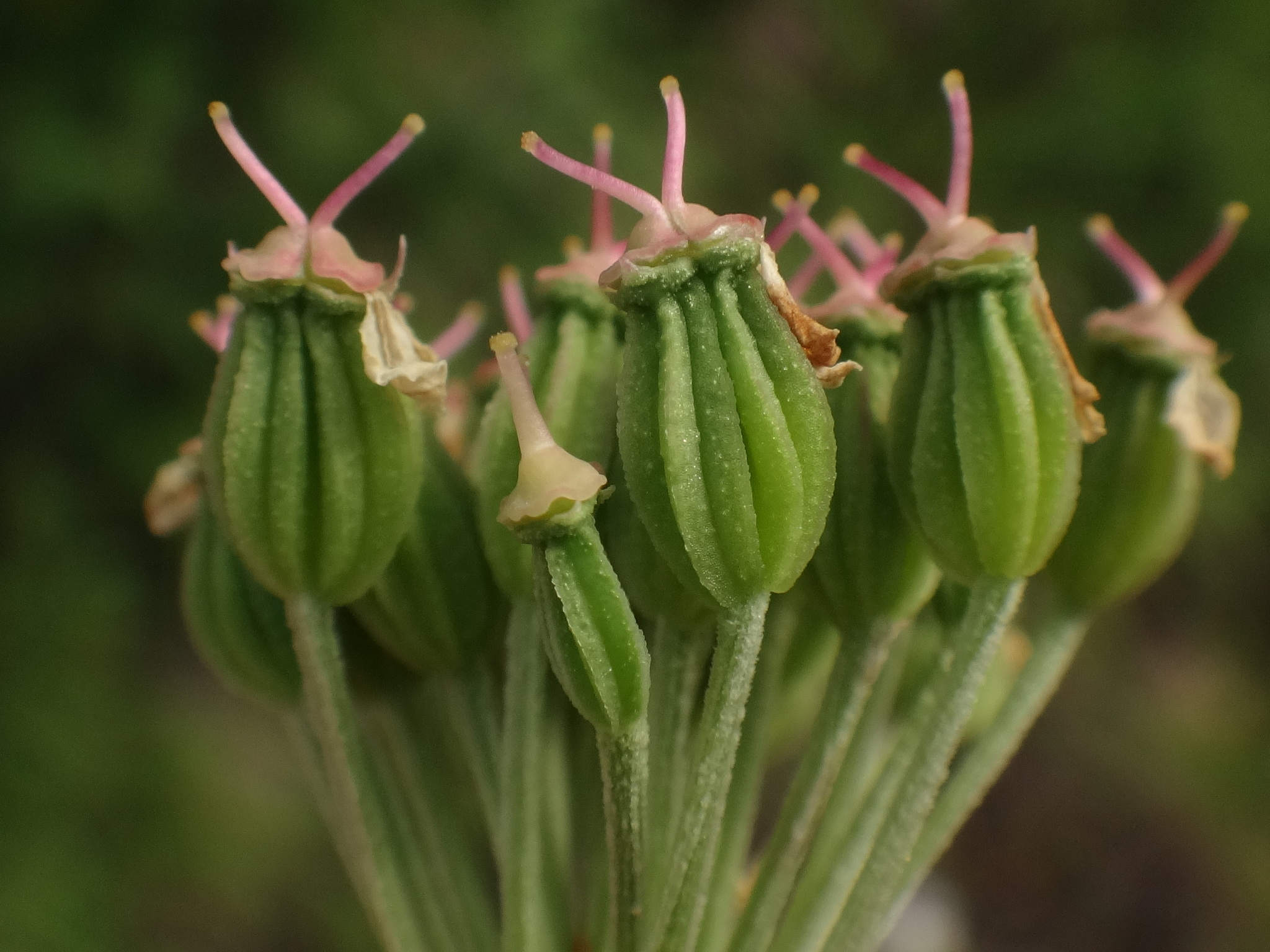
Owoce

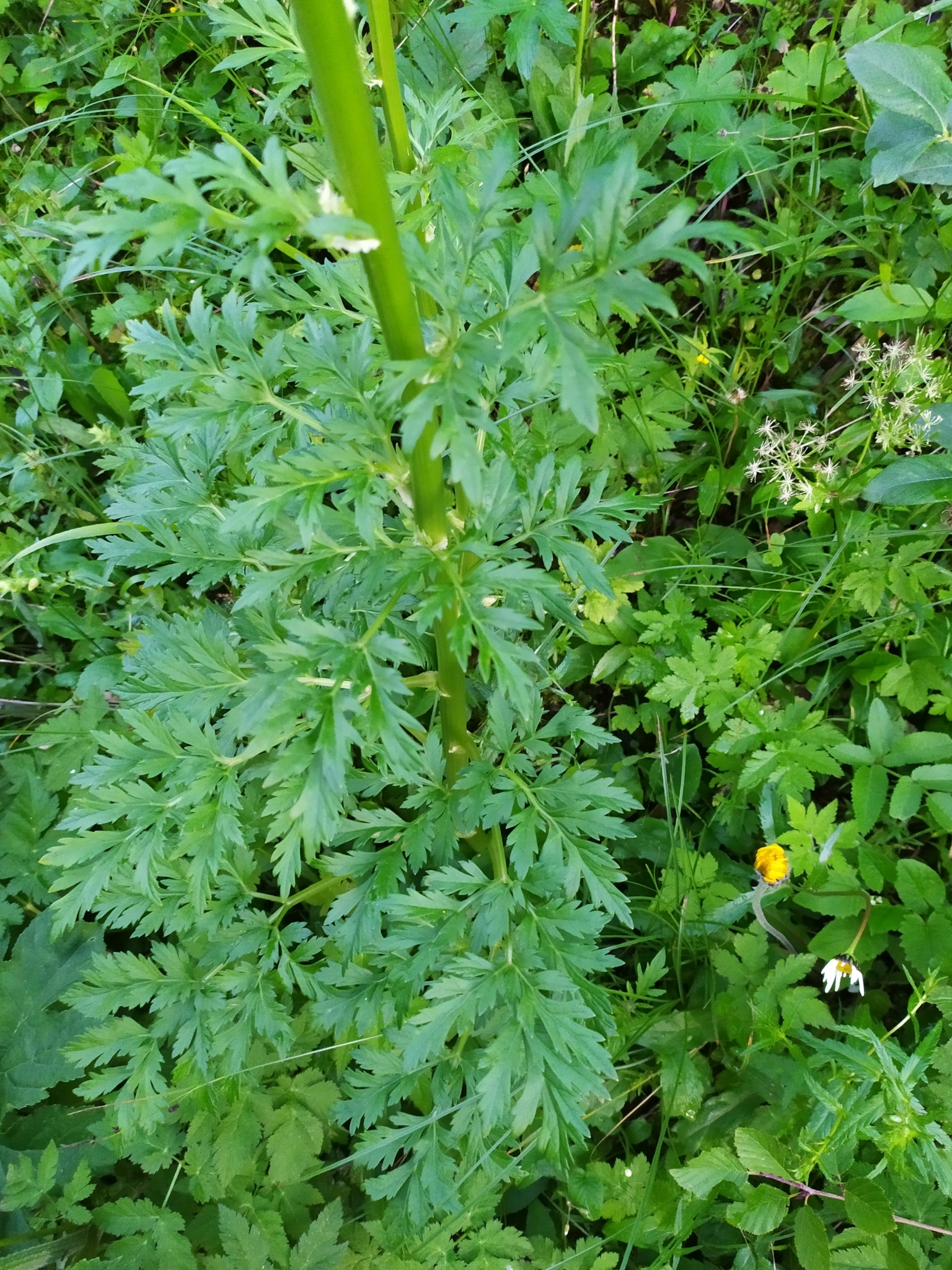
Liście

PokrójTęga roślina zielna z grubym, często bulwiasto zgrubiałym kłączem, u nasady pędu z tuniką z pozostałości liści. Łodyga jest gruba, pusta w środku, bruzdowana, naga, o wysokości od 0,6 do 2 m (zazwyczaj 1–1,5 m).
LiścieCiemnozielone i błyszczące, na brzegu szorstkie. Dolne liście są długoogonkowe o blaszce w zarysie trójkątnie jajowatej, 2–3-krotnie pierzastej. Odcinki ostatniego rzędu są jajowatolancetowate, zbiegające po osadce, ząbkowane, delikatnie orzęsione na brzegu; na szczytach ząbków znajduje się chrząstkowate ostrze. Górne liście u nasady z pochwami obłonionymi na brzegu, są mniejsze i słabiej podzielone od dolnych.
KwiatyZebrane w liczne, ustawione na jednym poziomie baldachy złożone (baldachy boczne wyrastają na długich szypułach). Pokrywy są liczne i pierzasto wcinane. Pokrywki lancetowate, odgięte, o długości szypułki, na brzegu obłonione. Ząbki kielicha krótkie. Płatki korony białe, zaokrąglone, o długości do 3–4 mm.
OwoceRozłupnie o długości 5–8 mm (czasem do 10 mm), krótsze od szypułek. Krążek miodnikowy na szczycie owocu niski, z karbowanym brzegiem, zwieńczony dwiema szyjkami słupka od niego dłuższymi.

## Biologia i ekologia
Roślina dwuletnia i bylina, hemikryptofit. Kwitnie w czerwcu i lipcu. Rośnie na skałach, zboczach, w zaroślach i lasach oraz nad potokami. Gatunek charakterystyczny zespołu wysokogórskich traworośli Bupleuro-Calamagrostietum arundinaceae.
Liczba chromosomów 2n =22.

## Zagrożenia i ochrona
Gatunek wymieniony na polskiej czerwonej liście w kategorii NT (bliski zagrożenia).